# 克洛弗代爾 (印第安納州)
克洛弗代爾（英語：Cloverdale）是一個位於美國印第安納州帕特南縣的城鎮。

## 人口
根據2010年美國人口普查的數據，克洛弗代爾的面積為9.13平方千米，當中陸地面積為8.96平方千米，而水域面積為0.17平方千米。當地共有人口2172人，而人口密度為每平方千米238人。